# 2011년 안도라 총선
2011년 안도라 총선은 2011년 4월 3일에 안도라에서 예산과 부가가치세 관련법 등의 문제로 의회가 해산되어 열리게 된 선거이다.
이번 선거에서, 민주당이 전체 28석 중 과반수인 20석을 얻게 되어 민주당 대표 안토니 마르티가 차기 총리로 당선되었다.

## 배경
안도라의 공동 영주인 프랑스의 대통령과 로마 가톨릭교회 우르겔 교구는 1993년 5월부터 안도라 공국의 정치적 독립성을 인정해주는 것으로 헌법이 바뀌어 안도라 정치에 개입하지 않게 되었다. 2011년 안도라 총선의 원인은 아래와 같다.

### 정권 교체
정권 교체의 흐름은 당시 여당인 사회민주당이 은행 비밀 유지법을 폐지하고 외국 기업에 국내 진출을 허용함과 동시에 기업에 부가가치세를 부과함과 동시에 시작되었다. 2009년 총선 당시, 사민당은 전체 28석 중에서 과반에 1석 모자라는 14석을 얻어 안도라 의회는 교착 상태에 빠지게 되었다. 이후 사민당은 의회의 4년 임기를 채우지 못하고 예산안을 통과시키지 못하여 결국 총리 하우메 바투메는 의회를 해산하고 재선거를 열게 되었다.

### 선거 방식
안도라 의회는 총 의석 28석 중 14석은 7개 선거구에서 2명씩 뽑아 가장 표가 많이 나오는 순서로 뽑고, 나머지 14석은 비례대표제로 뽑는 제도를 채택하고 있다. 다만 선거구 의원과 비례대표는 각각 분리되어 있어서, 한 후보가 양쪽에 다 나갈 수 없고, 유권자들은 투표 용지를 선거구 의원과 비례대표 용지를 따로 받아 뽑는다.

## 정당과 후보
이번 총선에서는 여당인 사회민주당과, 새로 창당한 야당 민주당, 제3당인 개혁당, 녹색당과, 지역 보수 정당인 로레디언 연합 등 5개 정당이 출마하였다.
이 중 선거구 후보로 나온 정당은 사민당, 민주당, 개혁당으로, 사민당은 모든 선거구에 출마하였고, 민주당은 로레디언 연합 후보가 출마한 산줄리아데로리아를 제외한 모든 선거구에 출마하였다. 개혁당은 선거구 후보 출마 정당 중에서는 민주당 후보를 지지하겠다고 밝혔다.

## 결과
민주당은 이번 총선에서 출마한 지역구 6곳의 후보 12명과 비례대표 8명을 포함하여 전체 28석 중에서 20석을 차지하여 안도라 역사상 가장 큰 승리를 거두었다. 로레디언 연합이 의석을 얻은 한편, 사민당은 지역구 의석을 모두 잃고 비례대표 6석만 차지하게 되었으며, 녹색당은 한 석도 얻지 못했다. 투표율은 74.14%로 집계되었다.